# Veljko Ilić
Veljko Ilić (en serbe : Вељко Илић), né le 21 juillet 2003 à Belgrade en Serbie, est un footballeur serbe qui évolue au poste de gardien de but au TSC Bačka Topola.

## Biographie

### En club
Né à Belgrade en Serbie, Veljko Ilić est notamment formé par l'Étoile rouge de Belgrade avant de rejoindre le TSC Bačka Topola où il poursuit sa formation.
Il fait ses débuts en professionnel le 9 juillet 2022, lors d'un match de championnat contre le FK Čukarički. Il est titularisé et son équipe s'impose par quatre buts à un.

### En sélection
En août 2021, Veljko Ilić est convoqué avec l'équipe de Serbie des moins de 19 ans.
Veljko Ilić est convoqué pour la première fois avec l'équipe de Serbie espoirs en septembre 2022. Il joue son premier match avec les espoirs le 16 novembre 2022, lors d'un match amical contre la Russie. Il est titularisé et son équipe s'incline par quatre buts à zéro.